# Ed Podivinsky
Ed Podivinsky (n. 8 martie 1970, Toronto, Ontario, Canada) este un schior alpin ce a reprezentat Canada, medaliat olimpic. A participat la 3 ediții ale Jocurilor Olimpice (1994, 1998, 2002) în care a câștigat o medalie de bronz.